# هوندا انتگرا

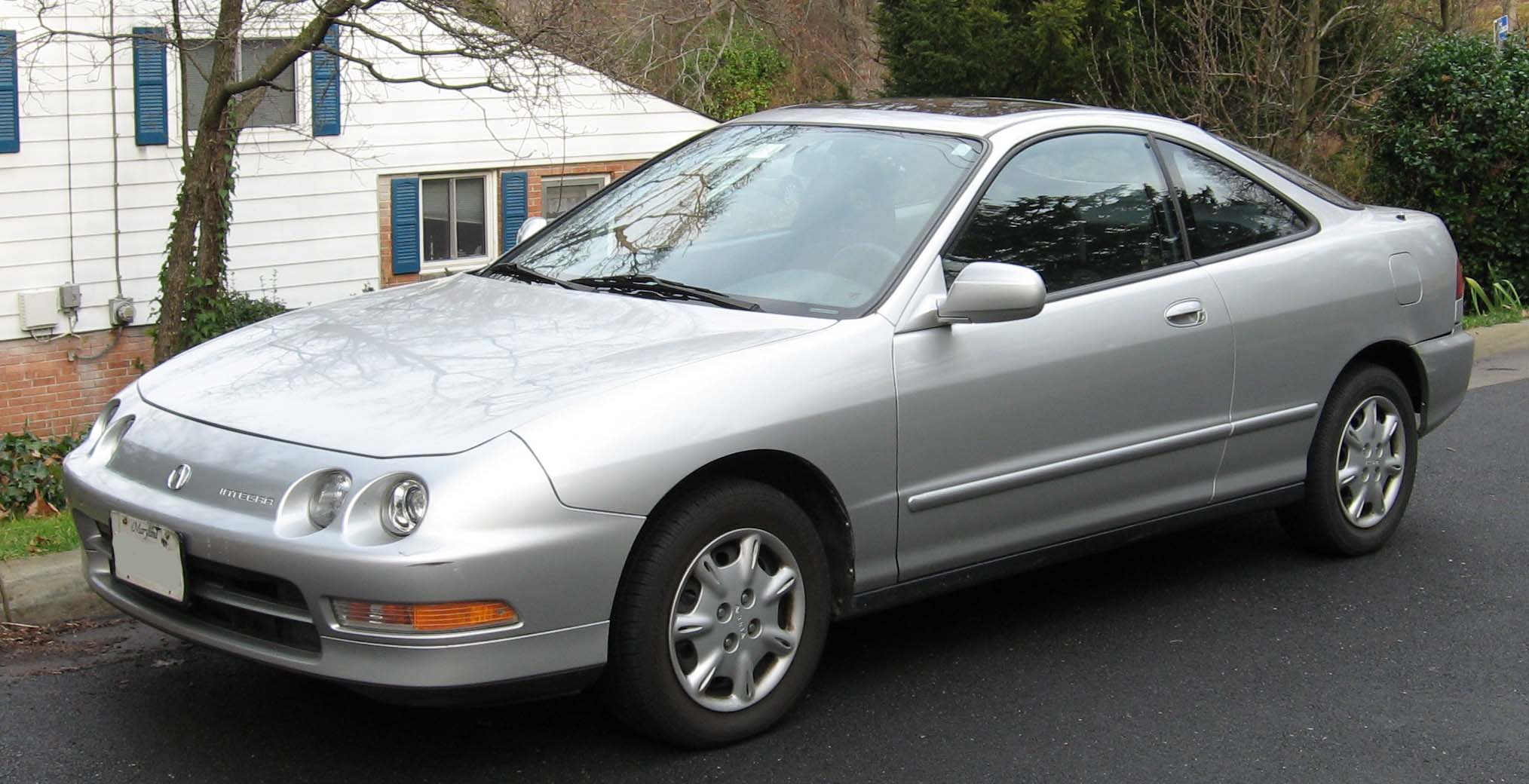

هوندا انتگرا (Honda Integra) خودرویی است که در سال‌های ۱۹۸۵ تا ۲۰۰۶در ژاپن، تولید شده است.